# Iglesia de San Fernando (Dilao)
La Iglesia de San Fernando de Dilao es una iglesia parroquial católica ubicada en Paco, Manila, Filipinas, que honra a San Fernando III de Castilla de España. Desde febrero de 2012, la parroquia ha sido utilizada como iglesia temporal por la Arquidiócesis de Manila, hasta que las reformas estructurales de la Catedral-Basílica de la Inmaculada Concepción se completen. La iglesia llama la atención por su interior barroco, sobre todo las inscripciones latinas similares al estilo de la Basílica de San Pedro en la Ciudad del Vaticano.
La iglesia es actualmente administrada por su sacerdote parroquial, Monseñor Fray Rolando de la Cruz, el Curiae vicario general y moderador de la Arquidiócesis de Manila.